# Olaf Malolepski/Diskografie
Diese Diskografie ist eine Übersicht über die musikalischen Werke des deutschen Schlagersängers Olaf Malolepski und seiner Pseudonyme wie Christian Peters, Olaf der Flipper und Papa Olaf. Seine erfolgreichste Veröffentlichung ist das Debütalbum Tausend rote Rosen mit über 100.000 verkauften Einheiten.
Als Mitglied der deutschen Schlagerband Die Flippers verkaufte Malolepski über 40 Millionen Tonträger.

## Alben

### Studioalben
| Jahr | Titel Musiklabel                           | Höchstplatzierung, Gesamtwochen, AuszeichnungChartplatzierungen (Jahr, Titel, Musiklabel, Platzierungen, Wochen, Auszeichnungen, Anmerkungen) | Höchstplatzierung, Gesamtwochen, AuszeichnungChartplatzierungen (Jahr, Titel, Musiklabel, Platzierungen, Wochen, Auszeichnungen, Anmerkungen) | Höchstplatzierung, Gesamtwochen, AuszeichnungChartplatzierungen (Jahr, Titel, Musiklabel, Platzierungen, Wochen, Auszeichnungen, Anmerkungen) | Anmerkungen                                                |
| Jahr | Titel Musiklabel                           | DE | AT | CH | Anmerkungen                                                |
| ---- | ------------------------------------------ | --- | --- | --- | ---------------------------------------------------------- |
| 2011 | Tausend rote Rosen Ariola (Sony)           | DE16 Gold · (8 Wo.)DE | AT38 (3 Wo.)AT | CH68 (1 Wo.)CH | Erstveröffentlichung: 14. Oktober 2011 Verkäufe: + 100.000 |
| 2012 | Wenn der Anker fällt Ariola (Sony)         | DE10 (6 Wo.)DE | AT15 (2 Wo.)AT | — | Erstveröffentlichung: 12. Oktober 2012                     |
| 2014 | Ich mach’s wie die Sonnenuhr Ariola (Sony) | DE11 (5 Wo.)DE | AT36 (2 Wo.)AT | CH89 (1 Wo.)CH | Erstveröffentlichung: 21. März 2014                        |
| 2017 | Daumen hoch Telamo (WMG)                   | DE4 (3 Wo.)DE | AT42 (1 Wo.)AT | CH29 (2 Wo.)CH | Erstveröffentlichung: 11. August 2017                      |
| 2018 | Tausendmal ja Telamo (WMG)                 | DE2 (4 Wo.)DE | AT17 (1 Wo.)AT | CH23 (1 Wo.)CH | Erstveröffentlichung: 10. August 2018                      |
| 2020 | Fiesta Telamo (WMG)                        | DE2 (5 Wo.)DE | AT10 (1 Wo.)AT | CH9 (2 Wo.)CH | Erstveröffentlichung: 31. Juli 2020                        |
| 2021 | Liebe ist Telamo (WMG)                     | DE3 (4 Wo.)DE | AT6 (1 Wo.)AT | CH11 (1 Wo.)CH | Erstveröffentlichung: 6. August 2021                       |
| 2023 | Dankeschön Telamo (WMG)                    | DE4 (1 Wo.)DE | AT7 (1 Wo.)AT | CH28 (1 Wo.)CH | Erstveröffentlichung: 5. Mai 2023                          |

### Kompilationen
| Jahr | Titel Musiklabel                                                  | Höchstplatzierung, Gesamtwochen, AuszeichnungChartplatzierungen (Jahr, Titel, Musiklabel, Platzierungen, Wochen, Auszeichnungen, Anmerkungen) | Höchstplatzierung, Gesamtwochen, AuszeichnungChartplatzierungen (Jahr, Titel, Musiklabel, Platzierungen, Wochen, Auszeichnungen, Anmerkungen) | Höchstplatzierung, Gesamtwochen, AuszeichnungChartplatzierungen (Jahr, Titel, Musiklabel, Platzierungen, Wochen, Auszeichnungen, Anmerkungen) | Anmerkungen                         |
| Jahr | Titel Musiklabel                                                  | DE | AT | CH | Anmerkungen                         |
| ---- | ----------------------------------------------------------------- | --- | --- | --- | ----------------------------------- |
| 2016 | Du bist wie Champagner – Zum Jubiläum nur das Beste Ariola (Sony) | DE6 (6 Wo.)DE | AT32 (1 Wo.)AT | CH82 (1 Wo.)CH | Erstveröffentlichung: 25. März 2016 |
| 2019 | Aloha Blue Telemo (WMG)                                           | DE20 (2 Wo.)DE | — | — | Erstveröffentlichung: 10. Mai 2019  |
| 2024 | Best of Telemo (WMG)                                              | DE41 (1 Wo.)DE | — | — | Erstveröffentlichung: 22. März 2024 |

### Weihnachtsalben
| Jahr | Titel Musiklabel                                   | Anmerkungen                              |
| ---- | -------------------------------------------------- | ---------------------------------------- |
| 2013 | Ja, ist denn heut’ schon Weihnachten Ariola (Sony) | Erstveröffentlichung: 27. September 2013 |

## Singles

### Als Leadsänger
| Jahr                 | Titel Album                                                                          | Anmerkungen                                                                    |
| -------------------- | ------------------------------------------------------------------------------------ | ------------------------------------------------------------------------------ |
| als Christian Peters |                                                                                      |                                                                                |
| 1973                 | My Sweet Maria 50 Jahre – Das weiße Jubiläums-Album (Flippers-Album)                 | Erstveröffentlichung: 1973                                                     |
| 1973                 | Mondschein und Wein 50 Jahre – Das weiße Jubiläums-Album (Flippers-Album)            | Erstveröffentlichung: 1973 Original: The Classics – Moonlight and Stars        |
| 1974                 | Mit 17 fängt das Leben erst an 50 Jahre – Das weiße Jubiläums-Album (Flippers-Album) | Erstveröffentlichung: 1974 Original: The Drifters – Save the Last Dance for Me |
| als Olaf             |                                                                                      |                                                                                |
| 2013                 | Ich will mit dir Schlitten fahr’n Ja ist denn heut’ schon Weihnachten                | Erstveröffentlichung: 22. November 2013                                        |
| 2014                 | Ich mach’s wie die Sonnenuhr                                                         | Erstveröffentlichung: 28. Februar 2014                                         |
| 2016                 | Du bist wie Champagner Du bist wie Champagner – Zum Jubiläum nur das Beste           | Erstveröffentlichung: 19. Februar 2016                                         |
| 2017                 | Komm mit an Bord Daumen hoch                                                         | Erstveröffentlichung: 5. Mai 2017                                              |
| 2018                 | Sommer in Deutschland Tausendmal ja                                                  | Erstveröffentlichung: 18. Mai 2018 mit Pia Malo                                |
| 2018                 | Tausendmal ja                                                                        | Erstveröffentlichung: 27. Juli 2018                                            |
| 2019                 | Alter Schwede Tausendmal ja                                                          | Erstveröffentlichung: 31. Mai 2019                                             |
| 2019                 | Mein Weg mit euch Die große Dankeschön-Edition                                       | Erstveröffentlichung: 2. August 2019                                           |
| 2020                 | Jede Stunde, jeder Augenblick Fiesta                                                 | Erstveröffentlichung: 1. Mai 2020                                              |
| 2020                 | Hallo lieber Weihnachtsmann –                                                        | Erstveröffentlichung: 27. November 2020                                        |
| 2021                 | Liebe ist                                                                            | Erstveröffentlichung: 26. März 2021                                            |
| 2021                 | So muss der Sommer sein Liebe ist                                                    | Erstveröffentlichung: 23. Juli 2021                                            |
| 2022                 | Wir sagen danke schön Dankeschön                                                     | Erstveröffentlichung: 24. Juni 2022 Original: Die Flippers                     |
| 2023                 | Viva la vida olé Dankeschön                                                          | Erstveröffentlichung: 10. Februar 2023                                         |
| 2024                 | Frauen über 40 –                                                                     | Erstveröffentlichung: 8. März 2024 mit Stereoact                               |
| 2025                 | Drinking Wine Feeling Fine –                                                         | Erstveröffentlichung: 11. April 2025 mit Vincent Gross                         |

### Als Gastsänger
| Jahr | Titel Album                       | Anmerkungen                                                                  |
| ---- | --------------------------------- | ---------------------------------------------------------------------------- |
| 2018 | Auf einmal (Weihnachtsschlager) – | Erstveröffentlichung: 4. Dezember 2018 als Teil von Schlagerstars für Kinder |

## Videoalben und Musikvideos

### Videoalben
| Jahr | Titel Musiklabel                                                  | Höchstplatzierung, Gesamtwochen, AuszeichnungChartplatzierungen (Jahr, Titel, Musiklabel, Platzierungen, Wochen, Auszeichnungen, Anmerkungen) | Höchstplatzierung, Gesamtwochen, AuszeichnungChartplatzierungen (Jahr, Titel, Musiklabel, Platzierungen, Wochen, Auszeichnungen, Anmerkungen) | Höchstplatzierung, Gesamtwochen, AuszeichnungChartplatzierungen (Jahr, Titel, Musiklabel, Platzierungen, Wochen, Auszeichnungen, Anmerkungen) | Anmerkungen                                               |
| Jahr | Titel Musiklabel                                                  | DE | AT | CH | Anmerkungen                                               |
| ---- | ----------------------------------------------------------------- | --- | --- | --- | --------------------------------------------------------- |
| 2013 | Wenn der Anker fällt – Das große Konzerterlebnis Ariola (Sony)    | DE*DE | AT3 (1 Wo.)AT | — | Erstveröffentlichung: 15. März 2013 * siehe Studioalbum   |
| 2016 | Du bist wie Champagner – Zum Jubiläum nur das Beste Ariola (Sony) | DE*DE | AT5 (1 Wo.)AT | CH5 (2 Wo.)CH | Erstveröffentlichung: 25. März 2016 * siehe Kompilation   |
| 2017 | Daumen hoch Telamo (WMG)                                          | DE*DE | AT4 (1 Wo.)AT | CH3 (1 Wo.)CH | Erstveröffentlichung: 11. August 2017 * siehe Studioalbum |
| 2018 | Tausendmal ja Telamo (WMG)                                        | DE*DE | AT5 (1 Wo.)AT | — | Erstveröffentlichung: 10. August 2018 * siehe Studioalbum |
| 2020 | Fiesta Telamo (WMG)                                               | DE*DE | AT1 (1 Wo.)AT | CH3 (2 Wo.)CH | Erstveröffentlichung: 31. Juli 2020 * siehe Studioalbum   |
| 2021 | Liebe ist Telamo (WMG)                                            | DE*DE | — | CH*CH | Erstveröffentlichung: 6. August 2021 * siehe Studioalbum  |

### Musikvideos
| Jahr | Titel                                        | Regie          |
| ---- | -------------------------------------------- | -------------- |
| 2013 | Tausend rote Rosen                           | Nikolai Dörler |
| 2013 | Wenn der Anker fällt                         |                |
| 2013 | Ich will mit dir Schlitten fahr’n            | Nikolai Dörler |
| 2014 | Ich mach’s wie die Sonnenuhr                 | Nikolai Dörler |
| 2016 | Du bist wie Champagner                       |                |
| 2017 | Komm mit an Bord                             |                |
| 2017 | Daumen hoch (für deine Liebe)                |                |
| 2017 | Wir sind doch alle keine Engel               |                |
| 2017 | In der Kneipe von Camillo                    |                |
| 2017 | Sommerregen auf der Haut                     |                |
| 2017 | Perle der Südsee                             |                |
| 2017 | Zwei wie wir                                 |                |
| 2017 | Die Frau von nebenan                         |                |
| 2018 | Angelina (die Nacht mit dir war wunderschön) |                |
| 2018 | Sommer in Deutschland                        |                |
| 2018 | Ich setz die Segel                           |                |
| 2018 | Tausendmal ja                                |                |
| 2018 | Aloha Blue                                   |                |
| 2018 | Griechischer Zauber                          |                |
| 2018 | Die schönste der Rosen                       |                |
| 2018 | Für immer mit dir                            |                |
| 2018 | Auf einmal (Weihnachtsschlager)              |                |
| 2019 | Alter Schwede                                |                |
| 2019 | Mein Weg mit euch                            |                |
| 2020 | Ich hab Dir mein Herz doch ganz gegeben      |                |
| 2020 | Jede Stunde, jeder Augenblick                |                |
| 2020 | Fiesta (viva la vida)                        |                |
| 2020 | Stern von Jamaika                            |                |
| 2020 | Rose von Rhodos                              |                |
| 2020 | Du bist doch meine Königin                   |                |
| 2021 | Egal was passiert                            |                |
| 2021 | Mensch, wer will mir das verbieten           |                |
| 2021 | So muss der Sommer sein                      |                |
| 2025 | Drinking Wine Feeling Fine                   |                |

## Autorenbeteiligungen und Produktionen
In seiner Karriere schrieb Malolepski einige Titel für Die Flippers sowie auch für sich selbst, als er noch als Christian Peters auftrat. Darüber hinaus fungierte er als Produzent einiger Titel der deutschen Volksmusikgruppe Die Schäfer. In die Singlecharts schaffte es jedoch keine Autorenbeteiligung oder Produktion von Malolepski.

## Promoveröffentlichungen
| Jahr | Titel Album                                                   | Anmerkungen                                                  |
| ---- | ------------------------------------------------------------- | ------------------------------------------------------------ |
| 2011 | Tausend rote Rosen                                            | Erstveröffentlichung: September 2011                         |
| 2012 | Du bist so süß wie Marzipan Tausend rote Rosen                | Erstveröffentlichung: Januar 2012                            |
| 2012 | Wenn der Anker fällt                                          | Erstveröffentlichung: September 2012                         |
| 2013 | Alegria Wenn der Anker fällt                                  | Erstveröffentlichung: April 2013                             |
| 2014 | Ich gebe dir mein Wort Ich mach’s wie die Sonnenuhr           | Erstveröffentlichung: Mai 2014                               |
| 2014 | Im Liegestuhl des Lebens Ich mach’s wie die Sonnenuhr         | Erstveröffentlichung: Oktober 2014                           |
| 2014 | Sag mir wie war Dein Jahr Ja ist denn heut’ schon Weihnachten | Erstveröffentlichung: November 2014                          |
| 2017 | Daumen hoch (für deine Liebe) Daumen hoch                     | Erstveröffentlichung: 15. September 2017                     |
| 2017 | Zwei wie wir Du tust mir gut                                  | Erstveröffentlichung: 6. Oktober 2017 Pia Malo mit Papa Olaf |
| 2018 | Angelina (die Nacht mit dir war wunderschön) Daumen hoch      | Erstveröffentlichung: 26. Januar 2018                        |

## Sonderveröffentlichungen

### Alben
| Jahr | Titel Musiklabel                                    | Anmerkungen                                                            |
| ---- | --------------------------------------------------- | ---------------------------------------------------------------------- |
| 2019 | Die große Dankeschön-Edition Telamo (Shop24 Direct) | Erstveröffentlichung: 20. November 2019 Vertrieb nur über Shop24Direct |

| Jahr | Titel Musiklabel            | Anmerkungen                                                  |
| ---- | --------------------------- | ------------------------------------------------------------ |
| 2017 | Das Beste Sony Music (Sony) | Erstveröffentlichung: 8. September 2017 Label-Kompilation    |
| 2019 | My Star DA Records (DA)     | Erstveröffentlichung: 29. März 2019 Teil der „My-Star“-Reihe |

### Lieder
| Jahr | Titel Album                       | Anmerkungen                                                                               |
| ---- | --------------------------------- | ----------------------------------------------------------------------------------------- |
| 2017 | Zwei wie wir Du tust mir gut      | Erstveröffentlichung: 7. Oktober 2017 Pia Malo mit Papa Olaf                              |
| 2019 | Der goldene Stern Großstadthelden | Erstveröffentlichung: 24. Mai 2019 Pia Malo feat. Olaf der Flipper; Original: Die Schäfer |

### Videoalben
| Jahr | Titel Musiklabel                                   | Anmerkungen                                                                                |
| ---- | -------------------------------------------------- | ------------------------------------------------------------------------------------------ |
| 2012 | Tausend rote Rosen (Premium-Edition) Ariola (Sony) | Erstveröffentlichung: 16. März 2012 CD + DVD; Verkäufe werden dem Studioalbum hinzuaddiert |
| 2018 | Daumen hoch (Premium-Edition) Telamo (WMG)         | Erstveröffentlichung: 18. Mai 2018 CD + DVD; Verkäufe werden dem Studioalbum hinzuaddiert  |

## Statistik

### Chartauswertung
|                     | DE     | AT    | CH    |
| ------------------- | ------ | ----- | ----- |
| Nummer-eins-Alben   | DE—DE  | AT—AT | CH—CH |
| Top-10-Alben        | DE7DE  | AT3AT | CH1CH |
| Alben in den Charts | DE11DE | AT9AT | CH8CH |

|                          | DE    | AT    | CH    |
| ------------------------ | ----- | ----- | ----- |
| Nummer-eins-Videoalben   | DE—DE | AT1AT | CH—CH |
| Top-10-Videoalben        | DE—DE | AT5AT | CH3CH |
| Videoalben in den Charts | DE—DE | AT5AT | CH3CH |

### Auszeichnungen für Musikverkäufe
Anmerkung: Auszeichnungen in Ländern aus den Charttabellen bzw. Chartboxen sind in ebendiesen zu finden.
| Land/RegionAuszeichnungen für Musikverkäufe (Land/Region, Auszeichnungen, Verkäufe, Quellen) | Gold  | Platin | Verkäufe | Quellen           |
| -------------------------------------------------------------------------------------------- | ----- | ------ | -------- | ----------------- |
| Deutschland (BVMI)                                                                           | Gold1 | —      | 100.000  | musikindustrie.de |
| Insgesamt                                                                                    | Gold1 | —      |          |                   |